# Assabah News
Assabah News (arabe : الصباح نيوز) est un site web tunisien d'actualités en langue arabe appartenant au groupe de presse Dar Assabah.